# Aenictus anceps
Aenictus anceps é uma espécie de formiga do gênero Aenictus.